# Bečić (ort i Kroatien)
Bečić är en ort i Kroatien.   Den ligger i länet Brod-Posavina, i den östra delen av landet, 150 km sydost om huvudstaden Zagreb. Bečić ligger 99 meter över havet och antalet invånare är 114.
Terrängen runt Bečić är platt västerut, men österut är den kuperad. Runt Bečić är det ganska glesbefolkat, med 35 invånare per kvadratkilometer. Närmaste större samhälle är Požega, 16,6 km norr om Bečić. Trakten runt Bečić består till största delen av jordbruksmark.